# Troscart maritime
Triglochin maritima
Espèce
Classification phylogénétique
Le Troscart maritime (Triglochin maritima) est une plante pérenne de la famille des Juncaginacées qui pousse dans les marais salants et les prés salés.

## Description morphologique

### Appareil végétatif

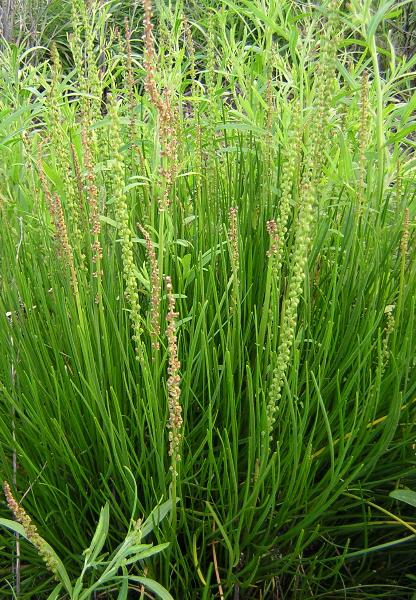
Triglochin maritima

Cette plante herbacée de 20 à 80 cm de hauteur possède un court rhizome oblique, fibreux. Des feuilles longues et étroites, à disposition alterne, un peu charnues et demi-cylindriques partent toutes de la souche au niveau de gaines à ligule entière ou bilobée,,.

### Appareil reproducteur
La floraison survient de mai à septembre.
Chaque plant produit généralement deux hampes florales ou davantage, hampes plutôt robustes et généralement plus longues que les feuilles,. Les fleurs hermaphrodites, de couleur verdâtre ou violacée, sont disposées en longs épis, constituant ainsi un racème simple dont la longueur varie de 6 à 45 cm. Chacune des fleurs est portée par un court pédoncule de quelques millimètres de long et ne mesure que 2 ou 3 mm. La fleur est constituée de 6 tépales verts, en deux rangées, avec une teinte rougeâtre à l'extrémité, de 6 étamines et d'un pistil, qui contient six carpelles contenant chacun un ovule. Le gynecée est mature avant l'androcée, ce qui limite les risques d'autopollinisation.
La pollinisation est anémogame, c'est-à-dire assurée par le vent,,,.
Les fruits sont des akènes ovoïdes, de 3 ou 4 mm de long. S'ils tombent à l'eau, ils sont capables de flotter et de commencer à germer dans l'eau de mer. Mais la dissémination des fruits se fait essentiellement par épizoochorie, c'est-à-dire par le truchement des animaux,,.
Le nombre de chromosomes est variable chez cette espèce : il est normalement de 2n=12, mais il existe des individus polyploïdes à 24, 36, 48, 60, 96, 120, voire 144 chromosomes,.

## Répartition et habitat
Le Troscart maritime pousse dans les prés salés ou les marais saumâtres, au niveau de la schorre. On peut aussi le rencontrer à l'intérieur des terres, dans des marais ou des prairies humides sur sol alcalin, même en montagne, mais à une altitude généralement inférieure à 4 000 m. 
La salinité optimale de cette plante est de 0,4 % ; elle supporte moins la concurrence des autres végétaux sur sol moins salé. En Europe, cette espèce est considérée comme une associée caractéristique des prés salés atlantiques (c'est-à-dire des côtes de la Baltique, de la mer du Nord, de la Manche et de l'Atlantique) et plus particulièrement des prés salés à Puccinellia et Spergularia marina (association Puccinellio-Spergularion salinae).
Le Troscart maritime vit sur les terrains humides et/ou salés des zones froides et tempérées. On le trouve sur les trois continents de l'hémisphère nord  (zone circumboréale) : Europe, nord de l'Asie et Amérique du Nord. En Europe, la limite sud de son aire de répartition passe par le Portugal, le centre de l'Italie et la Bulgarie, mais il est présent en Afrique du Nord. En France, on le trouve sur toutes les côtes, même méditerranéenne, et dans les marais salins d'Auvergne et de Lorraine. On peut aussi le trouver dans l'hémisphère sud, notamment dans le sud de l'Amérique du Sud,.

## Toxicité
Les feuilles du Troscart maritime contiennent des hétérosides cyanogénétiques, la taxiphylline et la triglochinine. Il s'agit donc d'une plante toxique pour la plupart des herbivores, notamment pour les bovins et les moutons élevés dans les prés salés.
La toxicité du troscart maritime se développe lorsque la croissance de la  plante est stressée ou réduite par manque d'humidité ou à cause du gel. Dans ces conditions, la plante devient rapidement toxique. La consommation d'une quantité importante de feuilles peut entraîner la mort en 1 à 60 minutes, les seuls signes de l'empoisonnement étant des convulsions. Lorsque le niveau d'humidité est suffisant la plante n'est pas toxique pour les animaux.

## Rôle écologique
Des études ont montré que le Troscart maritime avait pour effet de surélever les terrains humides et de permettre l'installation de plantes plus grandes, n'acceptant pas les sols trop humides. Il aurait ainsi un rôle dans la transformation des zones humides en des terrains exondés, ainsi qu'une action améliorant la biodiversité.

## Systématique

### Triglochin maritimaouTriglochin maritimum?
Ces deux appellations scientifiques sont souvent employées dans les publications. Triglochin maritima est le taxon valide (voir le paragraphe "Références externes").

### Triglochin maritimaetTriglochin concinna
L'espèce fut un temps séparée en deux espèces distinctes :
- Triglochin maritima : plus grande et plus touffue, dont la ligule située sur la gaine des feuilles est entière ;
- Triglochin concinna : plus petite et malingre, dont la ligule présente deux lobes.

Mais en fait, à l'échelle de l'Amérique du Nord, il s'est avéré qu'il existait une variation régulière d'un type à l'autre, voire des individus présentant toutes les combinaisons possibles de ces caractères, et la séparation a été déclarée non valide.

### Synonymes
Selon Catalogue of Life, il existerait de nombreuses appellations scientifiques pour cette espèce, synonymes considérés comme non valides:
- Hexaglochin maritima (L.) Nieuwl.
- Hexaglochin sexlocularis (Stokes) Nieuwl.
- Juncago maritima (L.) Bubani
- Triglochin ani K.Koch
- Triglochin asiatica (Kitag.) Á.Löve & D.Löve
- Triglochin concinna Burtt Davy
- Triglochin debilis (M.E.Jones) Á.Löve & D.Löve
- Triglochin elata Nutt.
- Triglochin elatum
- Triglochin maritimum
- Triglochin monanthos Speg.
- Triglochin narbonensis Sennen
- Triglochin roegneri K.Koch
- Triglochin salina Wallr.
- Triglochin sexlocularis Stokes
- Triglochin transcaucasica Bordz

### Existence de sous-espèces
De même, les formes, sous-espèces et variétés suivantes sont considérées par Catalogue of Life comme synonymes de Triglochin maritima et non valides:
- Triglochin concinna var. debilis (M.E.Jones) J.T.Howell
- Triglochin concinna var. deserticola (Phil.) J.T.Howell
- Triglochin maritima var. asiatica (Kitag.) Ohwi
- Triglochin maritima subsp. asiatica Kitag.
- Triglochin maritima var. debilis M.E.Jones
- Triglochin maritima var. deserticola Buchenau
- Triglochin maritima var. deserticola Phil.
- Triglochin maritima var. elata (Nutt.) A.Gray
- Triglochin maritima forma multifissa Lepage

## Le Troscart maritime et l'homme

### Utilisations du Troscart maritime
Les feuilles fraîches étant toxiques, cette plante a peu été utilisée par l'homme. Les Amérindiens de la tribu des Klamath faisaient cependant griller les graines pour en faire une boisson, une sorte de succédané de café.

### Statut et préservation
L'Agence européenne pour l'environnement indique que cette espèce est considérée comme vulnérable en Lituanie.
En France, le Troscart maritime est protégé au niveau régional en Auvergne et en Lorraine.
Aux États-Unis, il est considéré comme menacé dans les États de l'Illinois, de l'Iowa et de l'Ohio, et en danger dans l'État du New Jersey.